# 盖龙云

盖龙云（1958年7月—），男，中华人民共和国军事人物，中国人民解放军少将，曾任广东省军区司令员，广州军区联勤部部长。現仼廣東省国防教育学会会长  